# Гаал, Арон
Арон Гаал (р. 1952, Будапешт) — венгерский поэт, переводчик, издатель.

## Биография
Арон Гаал родился в 1952 году в Будапеште. Окончил Будапештский университет.
Как поэт дебютировал в румынском литературном журнале «АРКА» (ARCA).
Директор будапештского издательства АМОN (с 2001). С 2007 года — президент Европейского Фонда EOS (Будапешт). С 2008 года — президент международного поэтического фестиваля Sea And Word в Будапеште.
Печатался в Румынии, Болгарии, Сербии, Молдове, Италии, Израиле, США, Канаде, Украине. России.

## Участие в творческих и общественных организациях
- Член Союза писателей Венгрии «EMIL»[4]
- Член Союза писателей XXI века (Россия)[5]

## Награды и премии
- Международная отметина имени отца русского футуризма Давида Бурлюка[6]
- «Святой Юрий» (2004, Венгрия)[4]
- «АРКА» (2004, Арад, Румыния)[4]
- «Георге Кошбук» (2004, Бистрица, Румыния)[4]
- «Большая литературная премия» (2005, Сигет, Румыния)[4]
- «Поэзис» (2006, Сатумаре, Румыния)[4]
- «Перформансе» (2006, Яссы, Румыния)[4]
- «Конворбире литераре» (2008, Яссы, Румыния)[4]
- «Аплер» (президентская премия) (2008, Бухарест-Кымпина, Румыния)[4]
- «Дети Ра» (2009, Москва, Россия)[4]
- «Эндре Ади» (совместная румынско-венгерская премия) (2009)[4]
- «Литературная премия АНТАРЕС» (2010, Галац, Румыния)[4]
- «Литературная премия» (2012, Израиль)[5]
- «Награда еврейского Союза писателей» (2012, Израиль)[5]

### Поэтические сборники
- «Ласточки Овидия» (1992)
- «Огни спичек» (2001)
- «Ангелы в доспехах» (2001)
- «Перекатывание&Возвращение» (2003)
- «Перекресток» (2004)
- «Europa ad vitam aeternum» (2005)
- «Псалом из свинца» (2006)
- «Избранные стихотворения» (2007)

### Книги сказок и рассказов
- «Голубая лавка» (2002)
- «Петушок – предвестник света» (2003)
- «Осенний дождь, который ждал весну» (2004)
- «Чудесный дворец, больше чем детский сад» (2005)

### Проза и драматургия
- «Давно прошедшие полдни (Письма из прошлого)» (1987)
- «Камен на камне» (1994)
- «Любовь на четыре голоса» (1997)

### CD-диски
- «Огни спичек» (2002)
- «Требования жизни» (2003)
- «Бесконечность в 35-ти мгновениях» (2004)
- «Танец с дельфином» (2005)
- «Гимн Святому Георгию» (2006)